# Бреуки
Бреуките (на латински: Breuci; Breuces) са илирийско племе в южна Панония.
Te дълго се съпротивляват срещу Римската империя и походите и да колонизира земите им, но след дълги битки бреуките са победени през 9 г. от петнадесет римски легиони с главнокомандващ Тиберий при долна Сава. След това Панония става римска провинция.